# Ordine circondariale forense
L’ordine circondariale forense ha sede presso ogni tribunale.
Ha il compito fondamentale di curare la tenuta dell’albo degli avvocati e di una serie di registri, ove devono essere iscritti coloro che svolgono la professione di avvocato.
Si dice circondariale perché ha una competenza limitata al circondario del tribunale, ove ha sede.
Il suo organo principale è il Consiglio dell’Ordine degli Avvocati.
Il Consiglio è composto da un numero di avvocati che varia a seconda del numero degli iscritti all’albo.
Possono esservi eletti gli avvocati che hanno almeno cinque anni di iscrizione all’albo.
Un consigliere non può ricoprire più di due mandati consecutivi.
La Corte Costituzionale con la sentenza n. 139 del 2019, a seguito di reclamo forense proposto dagli avvocati Lucrezia Novaro, Carla Giuliani e Giovanni Sanna del Foro di Savona contro le elezioni per il quadriennio 2019/2022 all’Ordine degli Avvocati di Savona, ha stabilito la legittimità del divieto di terzo mandato consecutivo.
La Corte, adita dal Consiglio Nazionale Forense, ha chiarito che il divieto in questione di cui all’art. 3 della Legge n. 113 del 2017 è pienamente conforme alla Carta Repubblicana ed anzi ne costituisce attuazione stabilendo che: <<il divieto del terzo consecutivo mandato favorisce il fisiologico ricambio all’interno dell’Organo, immettendo forze fresche nel meccanismo rappresentativo…e blocca l’emersione di forme di cristallizzazione della rappresentanza e ciò in linea con il principio del buon andamento dell’amministrazione, anche nelle sue declinazioni di imparzialità e trasparenza, riferito agli Ordini Forensi e a tutela, altresì, dei valori di autorevolezza di una professione oggetto di particolare attenzione da parte del legislatore, in ragione della sua diretta inerenza all’amministrazione della giustizia e al diritto di difesa>>.